# محمدآباد دهغاوي (مقاطعة فهرج)
محمدآباد دهغاوي (بالفارسية: محمدآباد دهگاوی) هي قرية تقع في ناحية نغين كوير في إيران. يقدر عدد سكانها بـ 619 نسمة .